# エクセーヌ

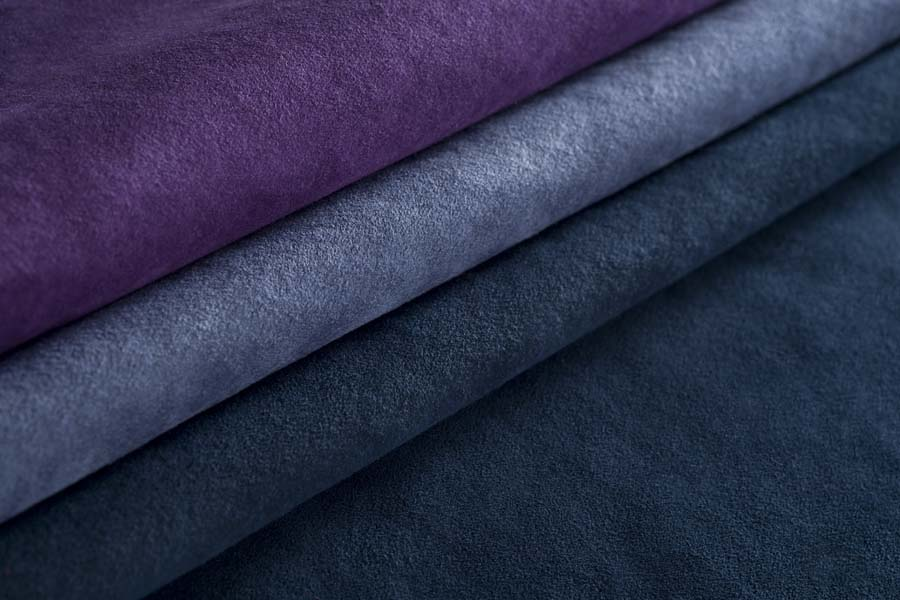
エクセーヌ

エクセーヌ（Ecsaine）は、東レが開発・展開しているスエード調人造皮革のブランドである。ただし工業用途・産業用途を除きグローバルブランドであるウルトラスエード (Ultrasuede) に統合された。イタリア製欧州及び自動車内装向けではアルカンターラ（Alcantara）というブランド名で展開していたが、アルカンターラをイタリア製、ウルトラスエードを日本製と明確に使い分けていく戦略に変更された。

## 概要
エクセーヌの開発は1970年に東レの最先端技術を集結して行われており、断面積比で髪の毛の400分の1という細さの原糸を用いて作られた。
当初、日本ではエクセーヌ、アメリカではウルトラスエードというブランド名で展開し、特にファッション業界にて注目を集めた。1972年、イタリアのアニッチとの合弁でイガント（現在のアルカンターラ社）を設立し現地生産を開始。ヨーロッパではアルカンターラブランドとして展開するが、後の自動車業界への進出においてこのネーミングでのブランドイメージが成功をおさめ、アルカンターラという名前が広く市場に浸透する。これはアルカンターラ＝イタリアというマッチングイメージによる効果が大きく、日本の東レが開発したものだとは一般的には知られていないが、これも東レがイメージ戦略として意図した結果であるという。ちなみに「アルカンターラ」という名称は、アラビア語のAl Kantarをイタリア語風にアレンジした造語であり、日本とイタリア両国の友好の「架け橋」であると同時に、東洋と西洋の文化の「架け橋」でありたいという願いを込めた名前であるという。
耐久性や耐光性・難燃性が極めて優れており、通常の本革スウェードや合成皮革と比較しても手入れに手がかからないように留意されている。このような優位点から、高級車の内装に比較的本革を多用するヨーロッパでは1980年代になってから、維持に手間を必要とする本革にとって代わる高級素材として徐々に普及していった。自動車内装用として最初に本格的に取り入れたのは1984年、イタリアのランチアがテーマにて採用し、後に同社の全車種で使用した。日本ではブランドイメージの高いランチアの高級内装材として紹介され、以降トヨタや日産などの日本車の一部を始め、メルセデス・ベンツやBMW、アストンマーティンなど、多くメーカーで内装生地として使われている。近年ではカスタムにおいても、シートカバーの素材としてだけでなく天井を始めとした内装張替え素材としても使われており、人気が高い。
2003年には自動車内装用が世界共通のアルカンターラ・ブランドに統一された。しかし2013年に戦略を変更し、アルカンターラをイタリア製に、ウルトラスエードを日本製に適用する方針が発表された。
アルカンターラ社は、この製造工程で二酸化炭素（CO2）の排出量を49%削減し、2009年にイタリアの企業として初めて「カーボンニュートラル」の認証を獲得した。他の合成皮革に比べて製造コストも高い素材であるが、高級なブランドイメージが功を奏し収益性は高いという。なお、「自動車用内装素材として開発された」という情報についてはその事実はなく、誤りである。

## ウルトラスエードとして採用した車
レクサス
- LS500/LS500h F-sport・version-L・"EXECUTIVE”

トヨタ
- マークX"GRMN"[3]
- シャア専用オーリスII
- クラウンアスリート（J-FRONTIER）
- GR86（RZ）

スバル
- スバル・エクシーガ#エクシーガ　クロスオーバー7[4]
- インプレッサSPORT HYBRID[5]
- レヴォーグ
- WRX STI
- WRX S4

ホンダ
- ヴェゼル
- フィット / フィットハイブリッド

## エクセーヌが採用されたもの

### 自動車
- いすゞ・ジェミニ（JT190 ZZ-SEハンドリング・バイ・ロータス）
- トヨタ・ランドクルーザー80（VXリミテッド）・ランドクルーザープラド（EX）
- トヨタ・クラウン（S14#系3000ロイヤルツーリング）
- トヨタ・MR2（SW20系）
- トヨタ・セリカ（18系）
- トヨタ・アルテッツァ（XE10系 Lエディション)
- 日産・セドリック・グロリア(Y32・Y33型 グランツーリスモアルティマ タイプX)
- 日産・シーマ（FY32前期タイプツーリング・FY32後期ツーリングGパッケージ）
- 日産・ローレル（C33型クラブS・C34前期型クラブS）
- 日産・セフィーロ（A31型）
- 日産・スカイラインGT-R （R32・R33・R34型）
- 日産・エルグランド（E51前期型ライダーS）
- 日産・ラルゴ（W30ハイウェイスター）
- ホンダ・アコードインスパイア(AX-i)
- ホンダ・プレリュード (3rd BA7, 5th BB6 TYPE-S(前期)
- スバル・アルシオーネＳＶＸ (VE：牛革エクセーヌコンビシート、Ｓ４）
- スバル・レガシィランカスター6
- 三菱・パジェロ（初代・2代目：スーパーエクシード）
- 三菱・デリカスターワゴン（スーパーエクシード）
- 三菱・デリカスペースギア（ロイヤルエクシード・スーパーエクシード）

など

### 鉄道車両
- 京阪3000系電車 (2代)（エクセーヌを鉄道車両として初めて採用した）

### スピーカーユニット
- ダイヤトーン・P-610MA / P-610MB（三菱電機。エクセーヌをスピーカーのエッジ部分に初めて採用した）

## アルカンターラとして採用されたもの

### 自動車
- トヨタ
  - トヨタ・アクア（G's）
  - トヨタ・アベンシス
  - トヨタ・プリウス(二代目) - G、Gツーリング・セレクション(後期型)
  - トヨタ・ハリアー
  - トヨタ・ブレイド
  - トヨタ・エスティマハイブリッド
  - トヨタ・アルファード（アルカンターラバージョン）
  - トヨタ・ラッシュ（G "Lパッケージ"）
  - トヨタ・86（GT“Limited”）
  - レクサス・LS
  - レクサス・LC
- ダイハツ
  - ダイハツ・ビーゴ（CX-Limited）
- ホンダ
  - ホンダ・シビックハイブリッド (MXST)
  - ホンダ・CR-V(ZL/ZX)
- スズキ
  - スズキ・SX4（ヘリーハンセンリミテッド）
  - スズキ・スイフト（XGエアロ/スタイル）
  - スズキ・スイフトスポーツ（Vセレクション/S-リミテッド）
  - シボレー・MW（Gセレクション）
  - スズキ・ワゴンR（リミテッド）
  - スズキ・ワゴンRスティングレー（リミテッド）
  - スズキ・セルボ（GリミテッドII）
- スバル
  - スバル・アルシオーネSVX
  - スバル・インプレッサ
  - スバル・R1
  - スバル・エクシーガ（2.5i-S アルカンターラセレクション）
  - スバル・BRZ(Sグレードにパッケージオプションとして設定有り)
- 日産
  - 日産・ティーダ
  - 日産・デュアリス（クロスライダー）
- 三菱
  - 三菱・ランサーエボリューション
  - 三菱・エアトレック
- ランチア
  - ランチア・テージス
  - ランチア・デルタ
  - ランチア・Y10
- BMW
  - BMW・7シリーズ
  - BMW・M3
- メルセデス・ベンツ
  - メルセデス・ベンツ・CLクラス
  - メルセデス・ベンツ・Sクラス
  - メルセデス・ベンツ・SLRマクラーレン
- マセラティ
  - マセラティ・クアトロポルテ
  - マセラティ・グラントゥーリズモ
- ランボルギーニ
  - ランボルギーニ・ガヤルド（LP570-4 スーパーレジェーラ）
  - ランボルギーニ・レヴェントン
- その他欧州車
  - マイバッハ
  - ポルシェ・911
  - フォルクスワーゲン・ゴルフ
  - シトロエン・C4
  - フェラーリ・458スペチアーレ
- 現代自動車グループ
  - ヒュンダイ
    - ヴェロスター・N - セットオプション｢アルカンターラ・インテリアパッケージ｣
    - エラントラ/アヴァンテ・N - 標準でアルカンターラ&合皮シート。セットオプション｢アルカンターラ・インテリアパッケージ｣あり

  - キア
    - スティンガー - 純正オプション品(シフトノブ、コンソールリッド、ステアリング)の表皮材に採用
- アメリカ車
  - テスラ・モデルS

など

## その他の関連情報
- 開発者・岡本三宜が、イタリアのイメージ向上に貢献した人々に贈られる「レオナルド賞」を2001年、日本人で初めて受賞した。

## 文献
- 『匠の時代 先駆的開発者たちの実像』内橋克人　サンケイ　1978/09